# Peter Stuyvesant (cigarette)
Pour les articles homonymes, voir Peter Stuyvesant.
Ne doit pas être confondu avec Pieter Stuyvesant.

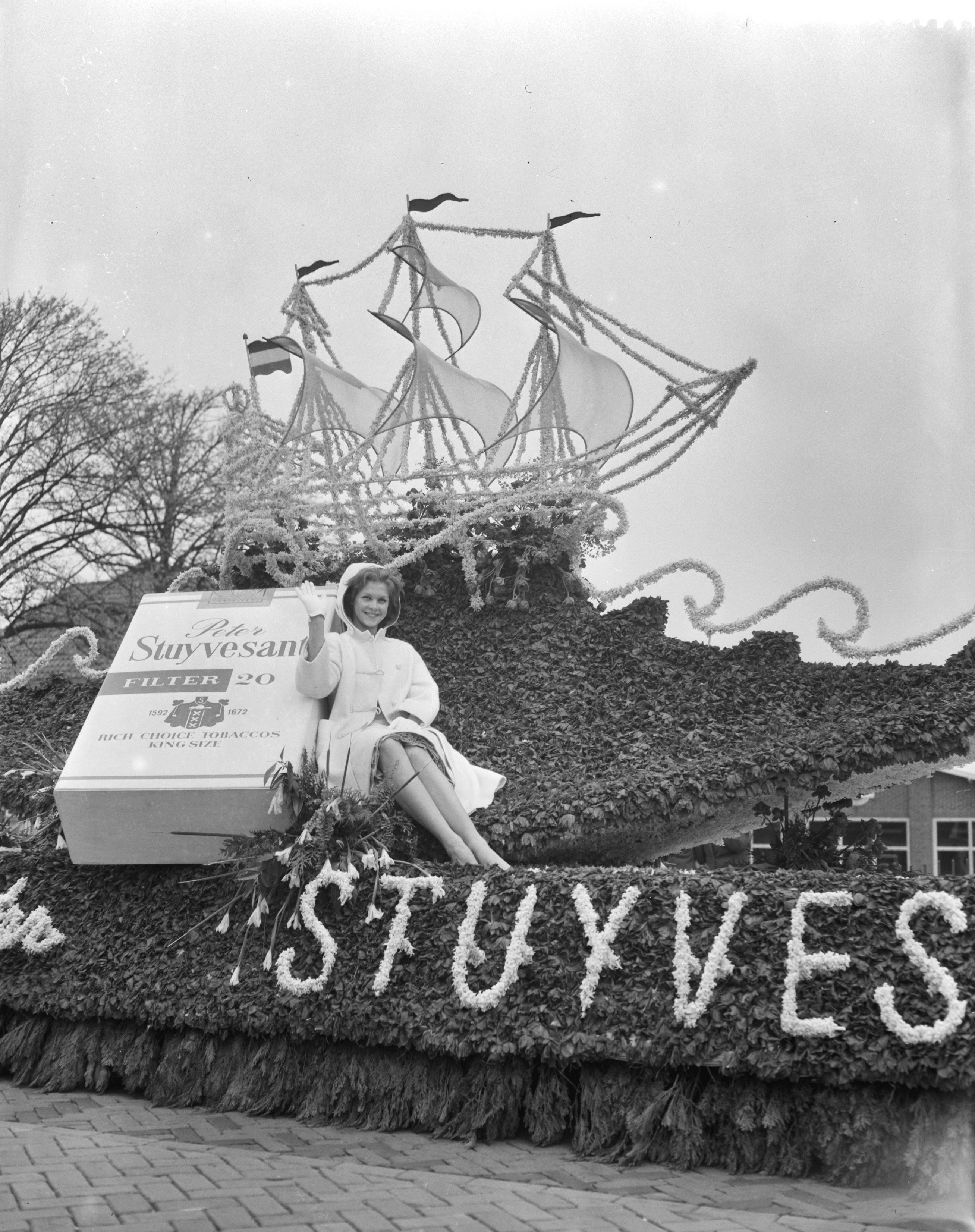
Publicité pour Peter Stuyvesant sur un char en 1959.

Peter Stuyvesant est une marque de cigarettes blondes. Elle est à l’origine de la collection d’art contemporain Peter Stuyvesant. Marque conceptuelle connue pour sa publicité indirecte, elle a fait l'objet de controverses pour son lobbying pro-tabac et pour ses actions dans plusieurs pays visant à contourner les dispositifs de santé publique contre le tabagisme.

## Historique
Peter Stuyvesant est une marque de cigarettes blondes, nommée en référence au gouverneur de la Nouvelle-Amsterdam Pieter Stuyvesant. À l'origine, c'était une marque de cigares de l'usine Borneo à Gouda aux Pays-Bas, qui a déposé le nom Petrus Stuyvesant le 10 juillet 1916. L'usine Borneo est reprise en 1925 par Montana qui n'a jamais fait enregistrer des marques. Après la seconde guerre mondiale, le fabricant de tabac Lourens Visser à Drachten réintroduit le cigare Stuyvesant et dépose le nom en 1947. Lourens Visser émigre au Canada en 1957 ; avant son départ, en 1956, il vend la marque qui devient celle d'une cigarette, créée en Afrique du Sud en 1954 par Anton Rupert. Anton Rupert est le fondateur du Groupe Rembrandt (en).
Lancée à l'international dans l'année 1957,,, elle est fabriquée et distribuée dans une grande partie de l'Europe par l'entreprise allemande Reemtsma, filiale du groupe britannique Imperial Brands, qui en acquiert les droits en 1958 et la distribue dans les autres pays. La société hollandaise Turmac (Turkish-Macedonian Tobacco Company) acquiert de son côté une licence d'exploitation pour les Pays-Bas puis pour les États-Unis. Du fait des différentes fusions et acquisitions la propriété de la marque est passée du groupe Rembrandt à Rothmans international et elle appartient en 2019 à la société de droit suisse American Cigarette Company Overseas Limited à Boncourt, filiale du  groupe British American Tobacco.

## Publicité et lobbying
Pendant les décennies 1960-1980, Peter Stuyvesant est commercialisée comme « marque conceptuelle ». Le recours à des publicités indirectes, associant la marque avec l'aviation, les voyages et les sports de luxe, par exemple à travers le slogan « Peter Stuyvesant: the international passport to smoking pleasure », contribue au succès commercial de la marque, notamment en mai 68 auprès des étudiants parisiens. Peter Stuyvesant a réalisé des publicités en coopération avec la compagnie aérienne néerlandaise KLM Royal Dutch Airlines avec la devise « De Wereld van Peter Stuyvesant », et l'entreprise organise avec Concorde le Peter Stuyvesant Concorde Ski Show. Sous le sigle de l'agence Peter Stuyvesant Travel, l'entreprise est, de 1985 à 1994, sponsor de tournois de planche à voile. Les films publicitaires tirés de ces activités sont alors projetés dans les salles de cinéma. 
Le contexte change dans les décennies 1990-2010. La lutte contre le tabagisme résulte dans de nouvelles lois. La marque Peter Stuyvesant et le groupe qui la détient sont accusés, à plusieurs reprises et dans plusieurs pays, de lobbying pro-tabac et de détournement des dispositifs de santé publique contre le tabagisme. C'est le cas notamment en Australie lorsque ce pays a contraint les fabricants à adopter un paquet de cigarettes neutre, dépourvu d'éléments de marketing. C'est aussi le cas par exemple en France lors de l'élaboration de la loi Évin : cette marque a tenté de faire jouer son poids financier publicitaire pour la presse. Puis, après l'adoption de cette loi, la marque a tenté de contourner l'interdiction de publicité pour le tabac avec son agence Peter Stuyvesant Travel avec des logos très similaires et en réalisant de la publicité dite « publicité alibi » sur cette autre activité,,,.

### Fondation Peter Stuyvesant
En 1947, Alexander Orlow (10 octobre 1918 - 31 octobre 2009) est engagé pour reconstruire l'usine détruite de Turmac à Zevenaar Gueldre, aux Pays-Bas. En 1953, il devient le président-directeur de Turmac. C'est lui qui obtient en 1959 la licence de la marque Peter Stuyvesant pour Turmac. Cette même année 1959, il commence à décorer les halles de l'usine avec des œuvres d'art. C'est le début de la « Collection Peter Stuyvesant »,. En quarante ans sont réunies plus de 1 400 œuvres d'artistes contemporains de plus de 40 pays différents. Nombre de ces œuvres sont exposées au siège social d'Amsterdam et dans les différentes usines à travers le monde et des musées aux Pays-Bas et à l'étranger. En raison de la loi néerlandaise de 2002 sur le tabac, la collection est renommée BATartventure Collection en 2004. L'usine Turmac à Zevenaar est fermée en 2008, et en 2010 la collection est vendue aux enchères ; une partie du montant perçu est distribuée au profit de musées aux Pays-Bas,,,,,,.

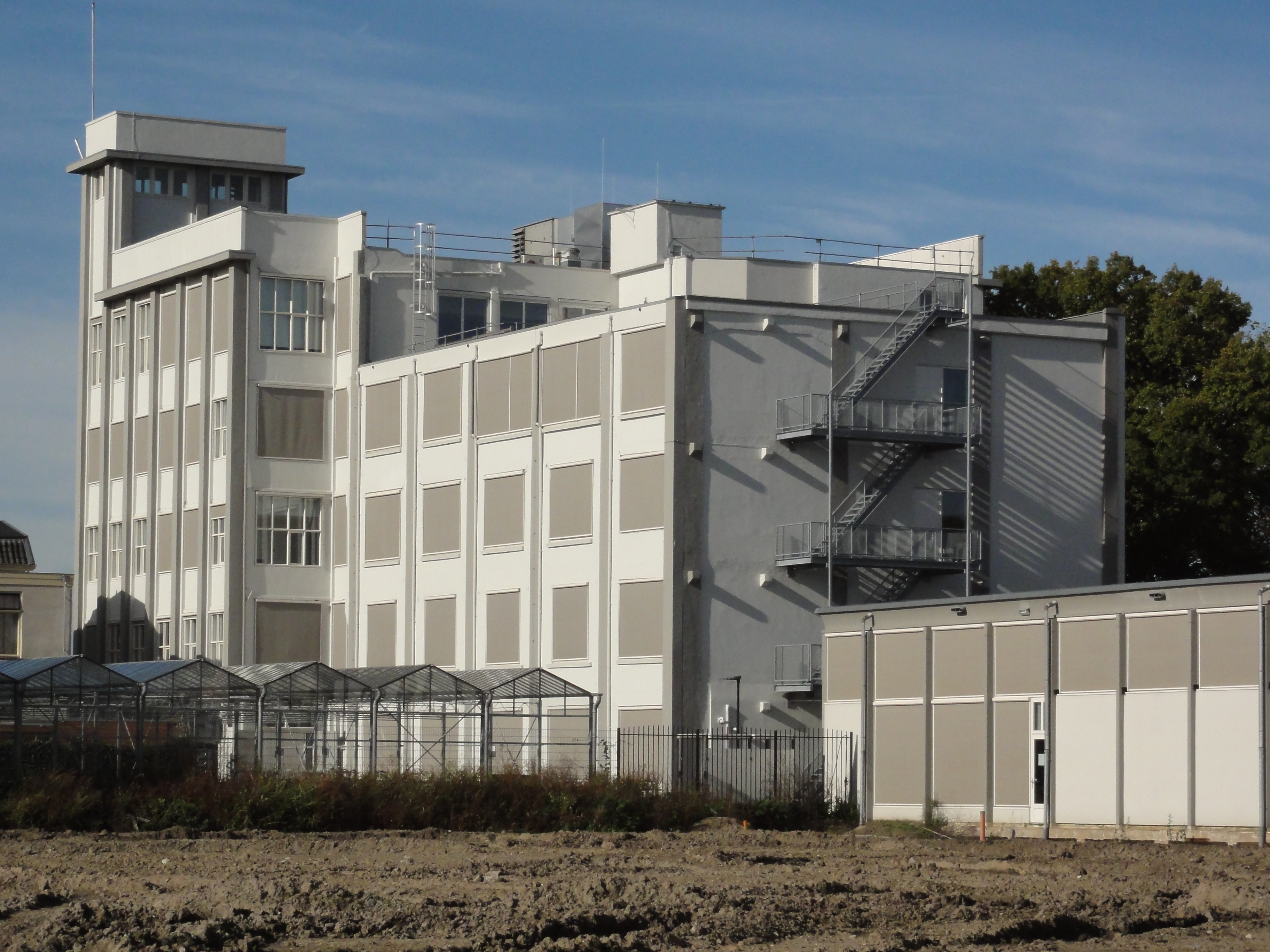
Bâtiment principal de l'usine Turmac à Zevenaar, reconstruit en 1949.
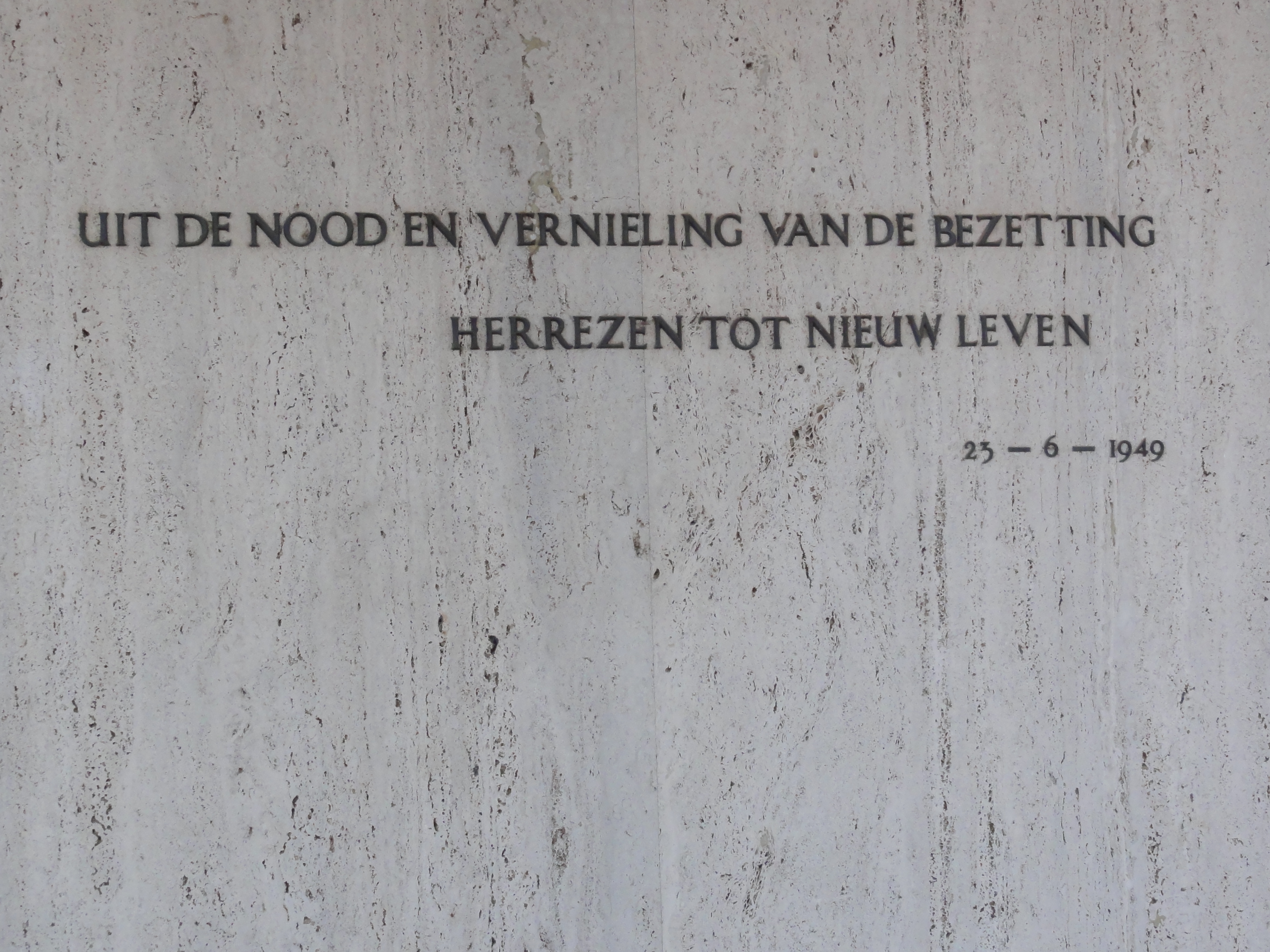
Texte de façade, commémorant la reconstruction.

## Composants nocifs
La marque a été la première à décliner une version « extra-light » en 1976. Selon les mesures d'un laboratoire indépendant en 1978, cette cigarette était alors la cigarette la moins nocive.
Les valeurs des principaux composants nocifs, mesurées selon la norme ISO, sont en 2018 :
- Peter Stuyvesant Red : goudron : 10 mg ; nicotine : 0,8 mg ; monoxyde de carbone : 10 mg ;
- Peter Stuyvesant Blue : goudron : 4 mg ; nicotine : 0,4 mg ; monoxyde de carbone : 5 mg ;
- Peter Stuyvesant Silver : goudron : 1 mg ; nicotine : 0,1 mg ; monoxyde de carbone : 2 mg.

Les valeurs obtenues selon une méthode différente par un laboratoire indépendant aux Pays-Bas en 2018 sont significativement plus élevées.
Le monde médical considère toutefois que la teneur en substances toxiques a peu d'effet sur la toxicité réelle des cigarettes, de sorte que l'appellation « light » est désormais interdite dans de nombreux pays.